# 167208 Lelekovice
167208 Lelekovice este un asteroid din centura principală de asteroizi.

## Descriere
167208 Lelekovice este un asteroid din centura principală de asteroizi. A fost descoperit pe 17 octombrie 2003 la Observatorul din Ondřejov de P. Kusnirak și K. Hornoch. Asteroidul prezintă o orbită caracterizată de o semiaxă mare de 2,65 ua, o excentricitate de 0,19 și o înclinație de 4,8° în raport cu ecliptica.